# Bologna Football Club 1925-1926
Questa voce raccoglie le informazioni riguardanti il Bologna Football Club nelle competizioni ufficiali della stagione 1925-1926.

## Stagione

Giuseppe Della Valle (a destra) in azione contro il nella vittoriosa sfida dello Sterlino dell'11 ottobre 1925

Il Bologna nel campionato di Prima Divisione 1925-1926 vinse il girone A della Lega Nord, poi perse la finale contro la Juventus, vincente del girone B.

## Divise
| Casa | Trasferta |

## Rosa
| N. |                     | Ruolo | Calciatore         |
| -- | ------------------- | ----- | ------------------ |
|    | Italia (bandiera)   | P     | Mario Gianni       |
|    | Italia (bandiera)   | D     | Giovanni Borgato   |
|    | Ungheria (bandiera) | D     | Lajos Weber        |
|    | Italia (bandiera)   | D     | Renato Bottacini   |
|    | Italia (bandiera)   | D     | Felice Gasperi     |
|    | Italia (bandiera)   | D     | Paolo Innocenti    |
|    | Italia (bandiera)   | D     | Gualtiero Zucchini |
|    | Italia (bandiera)   | C     | Pietro Genovesi    |
|    | Italia (bandiera)   | C     | Gastone Baldi      |
|    | Italia (bandiera)   | C     | Alberto Giordani   |

| N. |                     | Ruolo | Calciatore                      |
| -- | ------------------- | ----- | ------------------------------- |
|    | Italia (bandiera)   | A     | Giuseppe Muzzioli               |
|    | Italia (bandiera)   | A     | Giuseppe Martelli               |
|    | Italia (bandiera)   | A     | Bernardo Perin                  |
|    | Italia (bandiera)   | A     | Giuseppe Della Valle (capitano) |
|    | Italia (bandiera)   | A     | Alberto Pozzi                   |
|    | Italia (bandiera)   | A     | Angelo Schiavio                 |
|    | Ungheria (bandiera) | A     | József Urik                     |
|    | Italia (bandiera)   | A     | Augusto Badini                  |
|    | Italia (bandiera)   | A     | Marcello Tarabusi               |

## Risultati

### Prima divisione

#### Girone A

##### Girone di andata
| Arbitro: | Palestra (Pavia) |

|                                                                       |           |  |
| G. Della Valle 14’, 39’ Schiavio 38’, 83’ Pozzi 40’, 51’ Muzzioli 72’ | Marcatori |  |

| Arbitro: | Moro (Sampierdarena) |

|                                               |           |             |
| Baldi 35’ Muzzioli 72’ Schiavio 80’ Pozzi 86’ | Marcatori | 54’ Carrera |

| Arbitro: | Rubinato (Trieste) |

|              |           |                                                                                          |
| Tosolini 14’ | Marcatori | 21’ (rig.) Martelli 22’ (aut.) Piani 26’, 29’, 45’ Schiavio 71’ G. Della Valle 81’ Pozzi |

| Arbitro: | Dani (Genova) |

|                    |           |  |
| G. Della Valle 71’ | Marcatori |  |

| Arbitro: | Montessoro (Torino) |

|           |           |                   |
| Ferrè 48’ | Marcatori | 13’, 51’ Schiavio |

| Arbitro: | Sanguineti (Genova) |

|                                                |           |           |
| Perin 22’ Schiavio 37’, 44’ G. Della Valle 85’ | Marcatori | 11’ Conti |

| Arbitro: | Enrietti (Torino) |

|                |           |                        |
| B. Frisoni 37’ | Marcatori | 77’ Pozzi 84’ Schiavio |

| Arbitro: | Ferro (Milano) |

|  |           |                                                              |
|  | Marcatori | 2’ G. Della Valle 24’ Pozzi 44’, 67’ Perin 48’, 59’ Muzzioli |

| Arbitro: | Mauro (Milano) |

|                    |           |  |
| G. Della Valle 89’ | Marcatori |  |

| Arbitro: | Montessoro (Torino) |

|                            |           |                                             |
| Fontana 4’, 31’ Rivolo 70’ | Marcatori | 6’ Muzzioli 43’ G. Della Valle 72’ Schiavio |

| Arbitro: | Dani (Genova) |

|                                  |           |                         |
| Schiavio 50’ Pozzi 54’ Perin 62’ | Marcatori | 9’ Calvi 16’ Baloncieri |

##### Girone di ritorno
| Arbitro: | Minoli (Torino) |

|                     |           |                      |
| E. Chiecchi 5’, 22’ | Marcatori | 44’, 80’ Della Valle |

| Arbitro: | Pinasco (Sestri Ponente) |

|              |           |                           |
| Reynaudi 83’ | Marcatori | 70’ Muzzioli 79’ Schiavio |

| Arbitro: | Bonello (Venezia) |

|                                          |           |  |
| Schiavio 41’ Perin 51’, 56’ Martelli 58’ | Marcatori |  |

| Modena 28 marzo 1926 15ª giornata | Modena              | 0 – 0 | Bologna | Stadio di Via Fontanelli\| Arbitro: \| Bistoletti (Milano) \| |
| Arbitro:                          | Bistoletti (Milano) |       |         |                                                               |

| Arbitro: | A.Gama (Milano) |

|                                                       |           |  |
| Schiavio 13’, 21’, 71’, 75’ Della Valle 28’ Perin 78’ | Marcatori |  |

| Arbitro: | Enrietti (Torino) |

|           |           |              |
| Conti 70’ | Marcatori | 43’ Schiavio |

| Arbitro: | Germani (Padova) |

|                                               |           |  |
| Schiavio 7’, 14’, 37’ Urik 62’, 68’ Pozzi 85’ | Marcatori |  |

| Arbitro: | Merani (La Spezia) |

|                                                                            |           |  |
| Martelli 21’ Perin 22’ Della Valle 34’, 65’ Genovesi 36’ Schiavio 75’, 80’ | Marcatori |  |

| Arbitro: | Vagge (Genova) |

|  |           |                 |
|  | Marcatori | 28’ Della Valle |

| Arbitro: | Turra (Padova) |

|                                    |           |  |
| Schiavio 12’ Martelli 27’ Urik 62’ | Marcatori |  |

| Arbitro: | Pinasco (Sestri Ponente) |

|                                              |           |                       |
| Janni 13’, 30’, 65’, 70’, 88’ Baloncieri 54’ | Marcatori | 24’ Tarabusi 80’ Urik |

### Finale Lega Nord
| Arbitro: | A.Gama (Milano) |

|                        |           |                 |
| Perin 42’ Muzzioli 80’ | Marcatori | 47’, 74’ Hirzer |

| Torino 25 luglio 1926 Ritorno | Juventus        | 0 – 0 | Bologna | Stadio di Corso Marsiglia\| Arbitro: \| A.Gama (Milano) \| |
| Arbitro:                      | A.Gama (Milano) |       |         |                                                            |

| Arbitro: | A.Gama (Milano) |

|                       |           |              |
| Pastore 22’ Vojak 74’ | Marcatori | 52’ Schiavio |

## Statistiche

### Statistiche di squadra
| Competizione                           | Punti | In casa | In casa | In casa | In casa | In casa | In casa | In trasferta | In trasferta | In trasferta | In trasferta | In trasferta | In trasferta | Totale | Totale | Totale | Totale | Totale | Totale | DR  |
| Competizione                           | Punti | G       | V       | N       | P       | Gf      | Gs      | G            | V            | N            | P            | Gf           | Gs           | G      | V      | N      | P      | Gf     | Gs     | DR  |
| -------------------------------------- | ----- | ------- | ------- | ------- | ------- | ------- | ------- | ------------ | ------------ | ------------ | ------------ | ------------ | ------------ | ------ | ------ | ------ | ------ | ------ | ------ | --- |
| Prima Divisione (girone A - Lega Nord) | 38    | 11      | 11      | 0       | 0       | 46      | 4       | 11           | 6            | 4            | 1            | 28           | 16           | 22     | 17     | 4      | 1      | 74     | 20     | +54 |
| Prima Divisione (finali Lega Nord)     |       | 1       | 0       | 1       | 0       | 2       | 2       | 1            | 0            | 1            | 0            | 0            | 0            | 3      | 0      | 2      | 1      | 3      | 4      | -1  |
| Totale                                 |       | 12      | 11      | 1       | 0       | 48      | 6       | 12           | 6            | 5            | 1            | 28           | 16           | 25     | 17     | 6      | 2      | 77     | 24     | +53 |